# Igli (distrito)
Igli é um distrito localizado na província de Béchar, Argélia. Sua capital é a cidade de mesmo nome. A população total do distrito era de 6 833 habitantes, em 2008.

## Comunas
O distrito consiste em apenas uma única comuna:
- Igli